# Кулле-Киминская волость
Кулле-Киминская волость (тат. كوللىٰ كىمىٰ ۋولىٰسىٰ, Kylle Kime  vulьsь, Күлле Киме вулысы) — административно-территориальная единица в составе Царёвококшайского уезда Казанской губернии и Арского кантона Татарской АССР.
По состоянию на 1915 год волостное правление находилось в селении Малый Куюк, а квартира полицейского урядника находились в селении Кулле-Кими. На 1910-е годы граничила с Кшкловской, Шиньшинской, Моркинской, Себе-Усадской и Сотнурской волостями Царёвококшайского уезда и Алатской и Больше-Атнинской волостями Казанского уезда.
Волость возникла не позднее 1870 года в составе Царёвококшайского уезда Казанской губернии. С 1920 года в составе Арского кантона Татарской АССР. В 1924 году укрупнена, в её состав вошли собственно Кулле-Киминская волость, за исключением селений Гарь и Шумлян, отошедших к Дубъязской волости, и Кшкловская волость за исключением селений Новый и Старый Узюм, отошедших к Ново-Кишитской волости.
К 1930 году волость делилась на 19 сельсоветов (Кулле-Киминский, Бахтачигарский, Ислейтарский, Уразлинский, Уллинский, Атамышский, Больше-Куюкский, Мало-Куюкский, Айшиязский, Нуртякский, Ключи-Сапский, Кшкловский, Дюсюмский, Кунерь-Пинерьский, Ново-Шимбирский, Чембулатский, Ново-Шашинский, Шаши-Спочинский, Кубян-Спочинский).
В связи с введением районного деления на всей территории Татарской АССР упразднена в 1930 году, бо́льшая часть территория волости вошла в состав Тукаевского района, селения Махмур, Уразлино, Атамыш и Улля вошли в состав Дубъязского района.